# رابرت نیستروژ
رابرت نیستروژ (انگلیسی: Robert Niestroj؛ زادهٔ ۲ دسامبر ۱۹۷۶) بازیکن فوتبال اهل آلمان است.
از باشگاه‌هایی که در آن بازی کرده‌است می‌توان به باشگاه فوتبال زاکسن لایپزیگ، باشگاه فوتبال ولورهمپتون واندررز، باشگاه فوتبال فورتونا دوسلدورف، باشگاه فوتبال ایراکلیس ۱۹۰۸، و باشگاه فوتبال نورنبرگ اشاره کرد.